# Golčův Jeníkov
Golčův Jeníkov (německy Goltsch-Jenikau) je město v okrese Havlíčkův Brod v Kraji Vysočina, 25 km severozápadně od Havlíčkova Brodu. Žije zde přibližně 2 800 obyvatel. Městem protékají potoky Váhanka a Výrovka, které jsou levostrannými přítoky říčky Hostačovky.

## Historie
Poprvé obec písemně zmiňuje kronikář Jarloch v polovině 12. století. V letech 1461–1580 byla v majetku Slavatů z Chlumu a Košumberka. V roce 1636 dostal od císaře obec darem generál Martin Maxmilián Goltz († 1653). Roku 1673 byl Jeníkov v majetku Barbory Eusebie hraběnky ze Žďáru, podruhé provdané za hraběte Karla Leopolda Caretto Millesimo.

### Pivovary
První pivovar v Golčově Jeníkově založila Marie Robmhápová ze Soutic v 16. století, druhý po roce 1830 založila hraběnka Terezie z Trautmannsdorfu.
Třetí pivovar v Golčově Jeníkově začal stavět Karel A. Milner v roce 1911, první várka piva z něho vyšla v roce 1913. Pivo z tohoto pivovaru se jako z jediného malého pivovaru dováželo i na Pražský hrad.
V 80. letech roční výstav pivovaru dosáhl 35 tisíc hektolitrů, ovšem už v roce 1988 byl pivovar uzavřen. Nakrátko byl provoz pivovaru obnoven v první polovině 90. let, v roce 1996 ale pivovar skončil v konkurzu, čímž výroba piva v Golčově Jeníkově skončila.
Pivovar se po té dostal do rukou firmy na likvidaci kovu, která z budov pivovaru vytrhala vše kovové, kvůli odvozu velkých kusů firma prorazila i zdi. V roce 2009 firma areál pivovaru pobořila.
Pozemek po té koupilo město a sanovalo jej, z pozemku udělalo louku. V roce 2017 radnice plánovala na pozemku připravit 19 parcel pro rodinné domy a jednu bytovku se startovacími byty.

## Obyvatelstvo
| Rok            | 1869  | 1880  | 1890  | 1900  | 1910  | 1921  | 1930  | 1950  | 1961  | 1970  | 1980  | 1991  | 2001  | 2011  |
| Počet obyvatel | 4 322 | 4 088 | 3 757 | 3 732 | 3 849 | 3 731 | 3 465 | 2 932 | 3 002 | 2 874 | 2 758 | 2 746 | 2 604 | 2 642 |

## Části města
Součástí města je sedm částí ležících na sedmi katastrálních územích:
- Golčův Jeníkov (včetně ZSJ Olšinky I)
- Kobylí Hlava (včetně ZSJ Dolík)
- Nasavrky (včetně ZSJ Olšinky II; k. ú. Nasavrky u Golčova Jeníkova)
- Římovice
- Sirákovice
- Stupárovice
- Vrtěšice

## Školství
- Základní škola a Mateřská škola Golčův Jeníkov

## Pamětihodnosti
- Děkanský kostel sv. Františka Serafínského je empírová stavba z let 1827–1829
- Kostel svaté Markéty postaven v roce 1821 na místě staršího kostela. Uvnitř jsou náhrobní kameny, z nichž nejstarší je ze 16. století.
- Golčova tvrz z poloviny 17. století slouží jako sídlo galerie
- Loreta – postavena v letech 1650–1653. Založil ji Martin Maxmilián svobodný pán z Golče jako dík za ukončení třicetileté války. Poutní místo zaniklo roku 1827, dochovala se část obvodové zdi ambitu a Loretánská kaple u kostela sv. Františka.[9] Madoně Jeníkovské z Lorety byla zasvěcena 14. kaple Svaté cesty z Prahy do Staré Boleslavi, založené roku 1674. Jejím donátorem byl Karel Leopold, hrabě Carreto Millesimo.
- Děkanství
- Věž se zvonicí
- Zámecký areál
- Radnice
- Dům Viktorin – budova bývalého hotelu Černý orel
- Budova bývalé vrchnostenské hospody Zlaté slunce
- Budova Staré pošty
- Synagoga je novorománská stavba z let 1871–1873
- Židovský hřbitov má asi 1 600 náhrobních kamenů
- Pamětní deska obětem komunistického násilí a účastníkům protikomunistického odboje na budově radnice[10]

## Osobnosti
- Ota Hora (1909–1997), politik

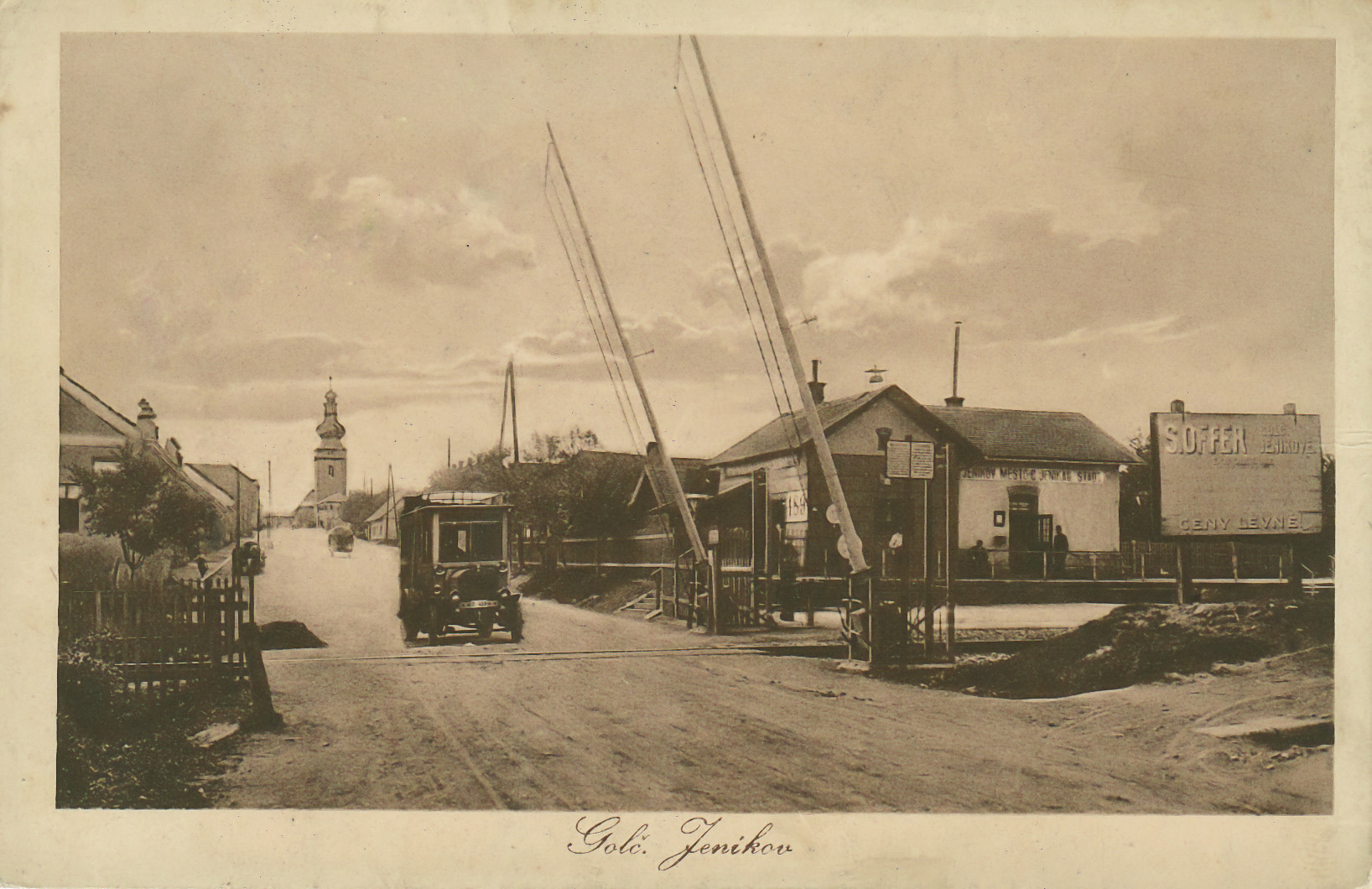
Golčův Jeníkov na počátku 20. století

- Sigmund Kornfeld (1852–1909), ekonom a bankéř působící v Uhersku
- Jarmila Kratochvílová (* 1951), atletka
- Karel Pavlík (1862–1890), malíř
- Klement Ptačovský (1886–1963), botanik, filatelista[11]
- Jiří Sedláček (1935–2014), odborník na parní lokomotivy
- Zbyněk Šidák (1933–1999), matematik